# Кирил Юстинианис
Кирил Юстинианис (на гръцки: Κύριλλος Ιουστινιάνης) е православен духовник, митрополит на Охридската архиепископия в XVII век.

## Биография
Кирил е от Хиос. Споменат е в два източника като митрополит на Гревенската епархия. В един италиански текст се казва „Cuesto libro Arte di monsino Cirillo arcivescovo Justiniano 1690 Οκτωβρίου 15“ и по-надолу „Cuesto libro e di Monsign Cirillo Giustiniani Archivescovo di Greveno anno domini 1675“. В Завордския манастир е запазен сигилий на архиепископа на Охрид и цяла България с дата 23 юли 1677, който е подписан от архиереите Давид Костурски, Леонтий Сисанийски, Кирил Гревенски и Дионисий Преспански. Датировките на Кирил са силно проблематични, тъй като на 1 септември 1676 година е засвидетелстван митрополит Панкратий Гревенски. В 1685 година Кирил е засвидетелстван в Рим, като източникът казва, че е в града от осем години.